# ريتشي أندرسون
ريتشي أندرسون (بالإنجليزية: Richie Anderson)‏ هو لاعب كرة قدم أمريكية أمريكي، ولد في 13 سبتمبر 1971 في أولني في الولايات المتحدة.

## وصلات خارجية
- ريتشي أندرسون على موقع مرجع كرة القدم المحترفة.كوم (الإنجليزية)